# Bandera de Frisia
La bandera de la provincia de Frisia o bandera de Frisia (en frisón occidental: Fryske Flagge; en neerlandés: Friese vlag), es la bandera oficial de la provincia neerlandesa de Frisia.
Consta de cuatro franjas diagonales azules y tres blancas; en las franjas blancas hay un total de siete pompeblêden rojas, hojas del nenúfar amarillo, que pueden parecerse a corazones, pero según las instrucciones oficiales «no deben tener forma de corazón». Los diseños de las camisetas del club de fútbol SC Heerenveen y del están basados en esta bandera.

## Simbolismo
Los siete seeblatts rojos (o pompeblêden, como se les llama en Frisia occidental) son una referencia a los «países marítimos» de Frisia en la Edad Media: regiones independientes a lo largo de la costa desde Alkmaar hasta el Weser que se aliaron contra los vikingos. Nunca hubo precisamente siete regiones distintas, pero el número siete probablemente tiene la connotación de «muchas». Algunas fuentes sostienen, sin embargo, que ha habido siete tierras de Frisia: West Friesland, Westergoa, Eastergoa, Hunsingo, Fivelingo, Emsingo y Jeverland.[cita requerida]
Los pompeblêden se utilizan en otras banderas relacionadas, como la bandera de Ommelanden en la vecina provincia de Groningen, un área históricamente frisona, y para una bandera pan-Frisia propuesta por Groep fan Auwerk.

## Historia

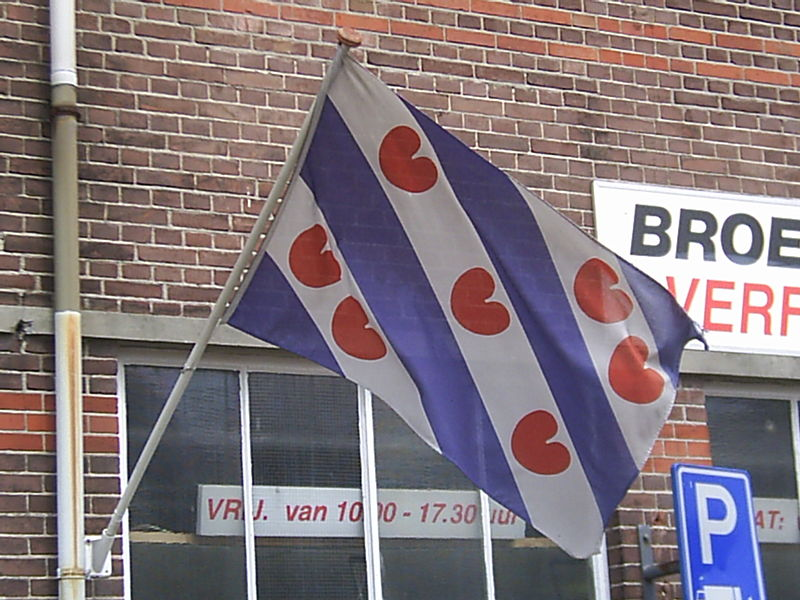
Bandera de Frisia izada en un asta

En el siglo XIII, una bandera con pompeblêdden se describe en el poema épico del alto alemán medio Gudrunlied:
Noch ſihe ich hie bî weiben einen vanen breit
von wolkenblâwen ſîden. daȥ ſi iu geſeit:
den bringet uns her Herwîc dâ her von Sêlande.
ſêbleter ſwebent dar inne...
[Allí veo levantada una bandera extendida de par en par;
De seda azul cielo está tejida. La verdad no la ocultaré;
Herwic lleva este estandarte, él en la morada de Sealands.
Sobre él se muestran hojas de mar...]
Alrededor de 1200, los escudos escandinavos empiezan a revelan muchos rastros de nenúfares y corazones, que se encuentran a menudo en combinación con imágenes de leones.
Los libros de heráldica del siglo XV muestran que dos escudos de armas se derivaron de los primeros: un escudo de armas que muestra leones y siete pompeblêdden (nenúfares) transformados en palanquillas, el otro son los brazos con los siete lirios en rayas.[cita requerida]
El diseño actual fue aprobado oficialmente en 1897 y fue utilizado por primera vez por el gobierno provincial en 1927.